# Paul Iacob
Paul Alexandrau Iacob (Costanza, 21 giugno 1996) è un calciatore rumeno, centrocampista o difensore dell'Oțelul Galați.

## Palmarès

### Club

#### Competizioni nazionali
- Coppa di Romania: 1

Viitorul Costanza: 2018-2019
- Supercoppa di Romania: 1

Viitorul Costanza: 2019